# Pew Research Center
Pew Research Center är en amerikansk tankesmedja baserad i Washington, DC. 